# Fernando Buschmann
Fernando Buschmann (ur. 16 sierpnia 1890 w Paryżu, zm. 19 października 1915 w Londynie) – niemiecki szpieg. Jeden z jedenastu niemieckich szpiegów straconych w Tower of London w trakcie I wojny światowej. Był przeszkolony w ośrodku w Rotterdamie, którym kierował Herr Flores. Grał na skrzypcach. Został rozstrzelany o 7 rano, 19 października 1915 r.